# Sinaipagten
Sinajpagten eller Sinaipagten fortælles i Det gamle Testamente at være den aftale, Moses fik oprettet mellem Gud, Jahve og israelitterne på Sinaibjerget for henved 3000 år siden. Sinaipagten er derfor en aftale mellem Jahve og Israels fædre.

## Konsekvenser
Hvis fædrene er lydige og holder buddene i Moseloven, vil Gud ikke alene velsigne dem med mange drengebørn i tusind slægtled, men også give dem landet, der flyder med mælk og honning, landet Palæstina.
Hvis Israels fædre er ulydige og misligholder aftalen, skal de miste både deres børn og landet. Så skal de blive et slavefolk igen som dengang i Egypten, står der i den gammeltestamentlige fortælling.